# Eucocytia meeki
Eucocytia meeki är en fjärilsart som beskrevs av Rothschild och Jordan 1905. Eucocytia meeki ingår i släktet Eucocytia och familjen nattflyn. Inga underarter finns listade i Catalogue of Life.